# William Horsley
Pour les articles homonymes, voir Horsley.
William Horsley, né le 18 novembre 1774 et mort le 12 juin 1858, est un compositeur et organiste anglais. Ses compositions sont nombreuses et comprennent entre autres pièces instrumentales trois symphonies pour orchestre complet. Plus importants sont ses glees, dont il publie cinq livres (1801–1807) en plus de contribuer à de nombreuses glees individuels et à des chansons à parties de diverses collections. Parmi ses glees les plus connus figurent By Celia's Arbour, O, Nightingale et Now the storm begins to lower et ses airs du cantique There is a green hill far away.

## Biographie
En 1790 il devient élève de Theodore Smith, musicien sans distinction particulière de l'époque qui, cependant, le forme suffisamment bien pour qu'il obtienne le poste d'organiste de St Etheldreda's Church (en) dans le quartier londonien de Holborn en 1794. Il démissionne de ce poste en 1798 pour devenir organiste à l'asile pour orphelines ainsi qu'assistant de John Wall Callcott avec lequel il partage depuis longtemps une intimité personnelle et artistique et dont il épouse la fille aînée, Elizabeth Hutchins Callcott (1809–72). En 1802 il devient le successeur de son ami après la démission de ce dernier. En plus d'occuper ce poste, il est organiste de Belgravia Chapel, Halkin Street en 1812 et de Charter House en 1838.
La famille Horsley entretient d'amicales relations avec Mendelssohn et, selon L. T. C. Rolt (en), est la première à entendre la musique d'A Midsummer Night's Dream interprétée par le compositeur au piano dans leur résidence au no 1 de High Row (de nos jours 128 Church Street)  dans le quartier de Kensington. Horsley est l'un des fondateurs de la Philharmonic Society of London qui devient la Royal Philharmonic Society. Son fils Charles Edward bénéficie d'une certaine réputation comme musicien. Un autre fils, John Callcott est un peintre connu pour avoir dessiné les premières cartes de Noël en 1843. Mary Elizabeth (née en 1813), la fille aînée de Horsley, épouse l'ingénieur Isambard Kingdom Brunel.